# Сытевые
Сы́тевые (лат. Cyperoideae) — подсемейство однодольных растений семейства Осоковые (Cyperaceae).
Подсемейство включает в себя около 100 родов и около 4890 видов в 14 трибах:
- Abildgaardieae — включает 10 родов;
- Bisboeckelereae — включает 3 рода;
- Cariceae — включает 5 родов;
- Cladieae — включает 2 рода;
- Cryptangieae — включает 5 родов;
- Cypereae — включает 22 рода;
- Dulichieae — включает 2 рода;
- Eleocharideae — включает 3 рода;
- Fuireneae — включает 6 родов;
- Rhynchosporeae — включает 3 рода;
- Schoeneae — включает 24 родов;
- Scirpeae — включает 10 родов;
- Sclerieae — включает 1 род, Scleria P.J.Bergius;
- Trilepideae — включает 4 рода.